# Challenger de Manama 2021
El torneo Bahrain Ministry of Interior Tennis Challenger 2021 fue un torneo de tenis perteneció al ATP Challenger Tour 2021 en la categoría Challenger 80. Se trató de la 1.ª edición, el torneo tuvo lugar en la ciudad de Manama (Baréin), desde el 22 hasta el 28 de noviembre de 2021 sobre pista dura al aire libre.

## Jugadores participantes del cuadro de individuales
| Favorito | País                            | Jugador               | Rank1 | Posición en el torneo |
| -------- | ------------------------------- | --------------------- | ----- | --------------------- |
| 1        | Bandera de Moldavia             | Radu Albot            | 137   | Baja                  |
| 2        | Bandera de Turquía              | Cem İlkel             | 145   | Segunda ronda         |
| 3        | Bandera de Turquía              | Altuğ Çelikbilek      | 161   | Primera ronda         |
| 4        | Bandera de Australia            | Christopher O'Connell | 174   | Primera ronda         |
| 5        | Bandera de la India             | Prajnesh Gunneswaran  | 197   | Primera ronda         |
| 6        | Bandera de la India             | Ramkumar Ramanathan   | 222   | CAMPEÓN               |
| 7        | Bandera del Reino Unido         | Jay Clarke            | 229   | Semifinales           |
| 8        | Bandera de Bosnia y Herzegovina | Mirza Bašić           | 234   | Primera ronda         |

- 1 Se ha tomado en cuenta el ranking del 15 de noviembre de 2021.

### Otros participantes
Los siguientes jugadores recibieron una invitación (wild card), por lo tanto ingresan directamente al cuadro principal (WC):
- Hasan Abdulnabi
- Yankı Erel
- Iván Marrero Curbelo

Los siguientes jugadores ingresan al cuadro principal tras disputar el cuadro clasificatorio (Q):
- Marek Gengel
- Alexandar Lazarov
- Maximilian Neuchrist
- Vladyslav Orlov

## Campeones

### Individual Masculino
- Ramkumar Ramanathan derrotó en la final a  Evgeny Karlovskiy, 6–1, 6–4

### Dobles Masculino
- Nuno Borges /  Francisco Cabral derrotaron en la final a  Maximilian Neuchrist /  Michail Pervolarakis, 7–5, 6–7(5), [10–8]